# آگلو (نیویورک)
آگلو یک دهکده ساختگی در کولچستر است که در نهایت تبدیل به روستایی واقعی شد.
روستای ساختگی آگلوی نیویورک، که در دههٔ ۱۹۳۰ در یکی از نقشه‌های شرکت جنرال درفتینگ به عنوان یک تلهٔ کپی‌رایتی به کار رفته‌بود، در نهایت تبدیل به روستایی واقعی شد. کلمهٔ آگلو (Agloe) را بنیان‌گذار جنرال درفتینگ با ترکیب حروف اول اسم خودش (Otto G. Lindberg) و دستیارش (Ernest Alpers) ساخته بود. بعدها ساختمان‌هایی در آن مکان با نام آگلو ساخته‌شد و مدیریت شهرستان شهرستان دلاویر، نیویورک آن را به رسمیت شناخت. به داستان این شهر در رمان شهرهای کاغذی به قلم جان گرین و اقتباس سینمایی آن پرداخته شده‌است.